# Tudelle
Tudelle é uma comuna francesa na região administrativa de Occitânia, no departamento de Gers. Estende-se por uma área de 5,16 km². Em 2010 a comuna tinha 56 habitantes (densidade: 10,9 hab./km²).